# Burjati
Burjati (burjatski: Буряад, mongolski:  Буриад, ruski: Буряты) mongolski su narod koji pretežito živi u ruskoj republici Burjatiji gdje čine 30 % stanovništva, a manjim dijelom u sjeveroistočnoj Mongoliji i Unutarnjoj Mongoliji, autonomnoj pokrajini Narodne Republike Kine. Navodno potječu od Halha Mongola koji su došli iz sjeverne Mongolije, odakle su bili potisnuti u 13. stoljeću. U 17. stoljeću pokorili su ih Rusi. Burjati su izvorno bili šamanisti, potom su prihvatili budizam, a nakon dolaska pod rusku vlast dio je prešao na pravoslavlje. Po tradiciji su nomadski stočari, no danas se uglavnom bave sječom i preradbom drva, stočarstvom, krznarstvom te rudarstvom.

## Jezik
Burjati govore burjatskim jezikom. Burjatski jezik pripada mongolskoj porodici (ili pretpostavljenoj altajskoj velikoj porodici), kojim se govori u Rusiji u Zabajkalju (južno i istočno od Bajkalskoga jezera) i sjeverozapadno od Bajkalskoga jezera te u nekoliko manjih enklava u Mongoliji i u jednom naselju u Mandžuriji (Narodna Republika Kina). Naglasak mu je na početnom slogu riječi, ima palatalizirane suglasnike (kao foneme), aglutinativan je jezik, razvio je poput kalmičkoga osobne nastavke, a konjugacija se izvodi aglutiniranjem zamjeničkih oblika na glagolsku osnovu. Do 1917. godine pisani jezik Burjata bio je mongolski, ali se od početka 18. stoljeća počela razvijati i pismenost na burjatskom staromongolskom grafijom (tekstovi su se izdavali ksilografski). Godine 1923. uvedena je latinična grafija, ona je pak 1939. godine zamijenjena ćiriličnom na ruskoj osnovi. Suvremeni se književni jezik temelji na horinskom narječju (narječju khori).

## Književnost
Književnost Burjata ima zajednički korijen s drugim mongolskim plemenima u usmenoj epskoj predaji koju su pamtili i širili pučki pjevači. Ep o Gezer kanu, primjerice, sadrži više od 20.000 stihova. Zapisani su i drugi slični epovi kao Kan Karangui, Erensei, Sagadai mergen. Tijekom 19. stoljeća napisano je i nekoliko burjatskih povijesnih kronika, ali o književnosti u suvremenom, autorskom smislu, ne može se govoriti sve do Oktobarske revolucije 1917. godine. Na pojavu romana Hoce Namsarajeva snažno je utjecao Maksim Gorki, a značajka burjatske književnosti je spoj tradicijskih epskih motiva i suvremenosti. Poznata su pjesnička imena I. Vilkov, I. Matulevič i T. Trubačov. Nakon II. svjetskoga rata i vala domoljubnog pjesništva, burjatska se književnost osobito pozabavila dramom i komedijom, a to je dovelo do osnivanja nacionalnoga kazališta.

## Glazba
Burjati dijele niz glazbenih značajki sa susjednim sibirskim zajednicama. Vokalni je izričaj temelj njihova glazbenog jezika. Najstarije su šamanske pjesme s ritualnom funkcijom, zatim slijede ljubavne pjesme i pjesme o suvremenim preokupacijama. Melodije variraju od oligotonskih do dijatonskih, a dominira pentatonika. Melodijska je linija pretežno silazna, metroritamski su obrasci jednostavni, a oblik se temelji na ponavljanju kratkih segmenata. Johor uživa ugled nacionalnog plesa; povrh šamanskoga bubnja i drombulje, najzastupljenija su glazbala lutnja hur i svirala limba.
Školovani glazbenici kao što su Dandar Damilovič Ajušejev, Žigžit Abidujevič Batujev i Baudorži Bazarovič Jampilov autori su obradbi i skladbi u pučkom duhu za zborove i instrumentalne ansamble, a autorom prve burjatske opere smatra se ruski skladatelj Markian Petrovič Frolov.

## Vanjske poveznice
- Burjati Hrvatska enciklopedija
- Буряты, Enciklopedijski rječnik Brockhausa i Efrona
- Буряты, Velika sovjetska enciklopedija
- БУРЯ́ТЫ  Arhivirana inačica izvorne stranice od 13. studenoga 2020. (Wayback Machine), Velika ruska enciklopedija